# Fortaleza de Jmeliv
La fortaleza de Jmeliv (en ucraniano: Хмелів, en ruso: Хмелёв) fue un asentamiento Rus situado en la cuenca del río Cheremosh. Sus restos se hallan junto a Karapchiv, en el óblast de Chernivtsí de Ucrania.

## Historia
Según algunos investigadores, el origen de la fortaleza se remontaría a la expansión del principado de Galicia hacia el sur, en los tiempos de Yaroslav Osmomisl, con su expansión a las tierras entre el Dniéster, los Cárpatos y el Bajo Danubio. El principal objetivo de la fortificación sería proteger la ruta comercial entre Kolomyia y Rodna.
Tras la invasión mongola, se debilitaron los lazos de la parte baja de la margen derecha con el principado de Galicia-Volinia, lo que condujo a la formación de una cierta entidad territorial autónoma bajo el dominio de la Horda de Oro, que más tarde (ss. XIV-XV) se conoció como la tierra de Șipeniț, objeto de disputas territoriales entre el principado moldavo y los reinos polaco y húngaro.
La primera mención escrita del asentamiento como Jmeliv figura en una carta (c. 1395), en la que los boyardos moldavos responden ante el rey polaco Vladislao II por el voivoda Esteban. Jmeliv se mencionará en tres ocasiones tres más (1433, 1436, 1444) en documentos oficiales de la época.
Dentro de la tierra de Șipeniț, la fortaleza encabezaba un vólost o derezhava a cuyo cargo se hallaba un starosta o derezhavets. La frontera noroeste de la región controlada por la fortaleza se extendía desde la desembocadura del Cheremosh hasta su nacimiento, luego seguía el Cheremosh Blanco hasta las fuentes del Perkalab y del Sarata, en el sur alcanzaba las fuentes del Suceava y del Seret, en el este limitaba con el vólost de Țețina (la divisoria de aguas entre las desembocaduras del Cheremosh y del Mali Seret servía de línea divisoria).
En el siglo XIV, la ruta comercial a lo largo del valle del río Cheremosh desde Kolomyia hasta Rodna entró en declive. La importancia del asentamiento también disminuyó gradualmente. El hecho de que Jmeliv, a diferencia de Jotín y Țețina (que protegían los vados del Dniéster y el Prut y desempeñaban un importante papel estratégico y económico), tuviera una importancia secundaria en aquella época queda confirmado por el hecho de que ningún documento menciona el nombre de su starosta. En consecuencia, los gobernantes moldavos no desarrollaron el asentamiento de Jmeliv.

## Restos
Con el tiempo se formaría la aldea de Karapchiv junto a las ruinas de las murallas y algunos pasadizos subterráneos que han llegado hasta nuestros días. Los restos de esta fortaleza fueron investigados por una expedición dirigida por Borís Timoshuk en 1968.
Basándose en sus resultados, Timoshuk relacionó Gorodok en el Cheremosh (de la Lista de Ciudades Rusas, Lejanas y Cercanas) y Jmeliv (de las crónicas moldavas de 1395, 1433, 1436, 1444). Esto se ve corroborado por el hecho de que en estos documentos se menciona Jmeliv como una ciudad moldava situada cerca de la frontera con el reino de Polonia a lo largo del Cheremosh. Fue en su orilla derecha, cerca de la actual Karapchiv, donde se descubrieron los restos de una fortificación de tierra medieval llamada Gorodok, no lejos de la cual hay un topónimo - Jmelivsky Kut. En la actualidad, el emplazamiento del asentamiento está cubierto por un denso bosque, lo que dificulta la realización de excavaciones arqueológicas exhaustivas..